# Campeonato Argentino de Fórmula 4
O Campeonato Argentino de Fórmula 4 (em castelhano: Campeonato de Argentina de Fórmula 4) foi uma categoria de fórmula baseada e disputada na Argentina. A categoria, baseada no regulamento da Fórmula 4 da FIA teve sua temporada inicial em 2021, na qual ao fim da temporada, a categoria foi cancelada.

## História

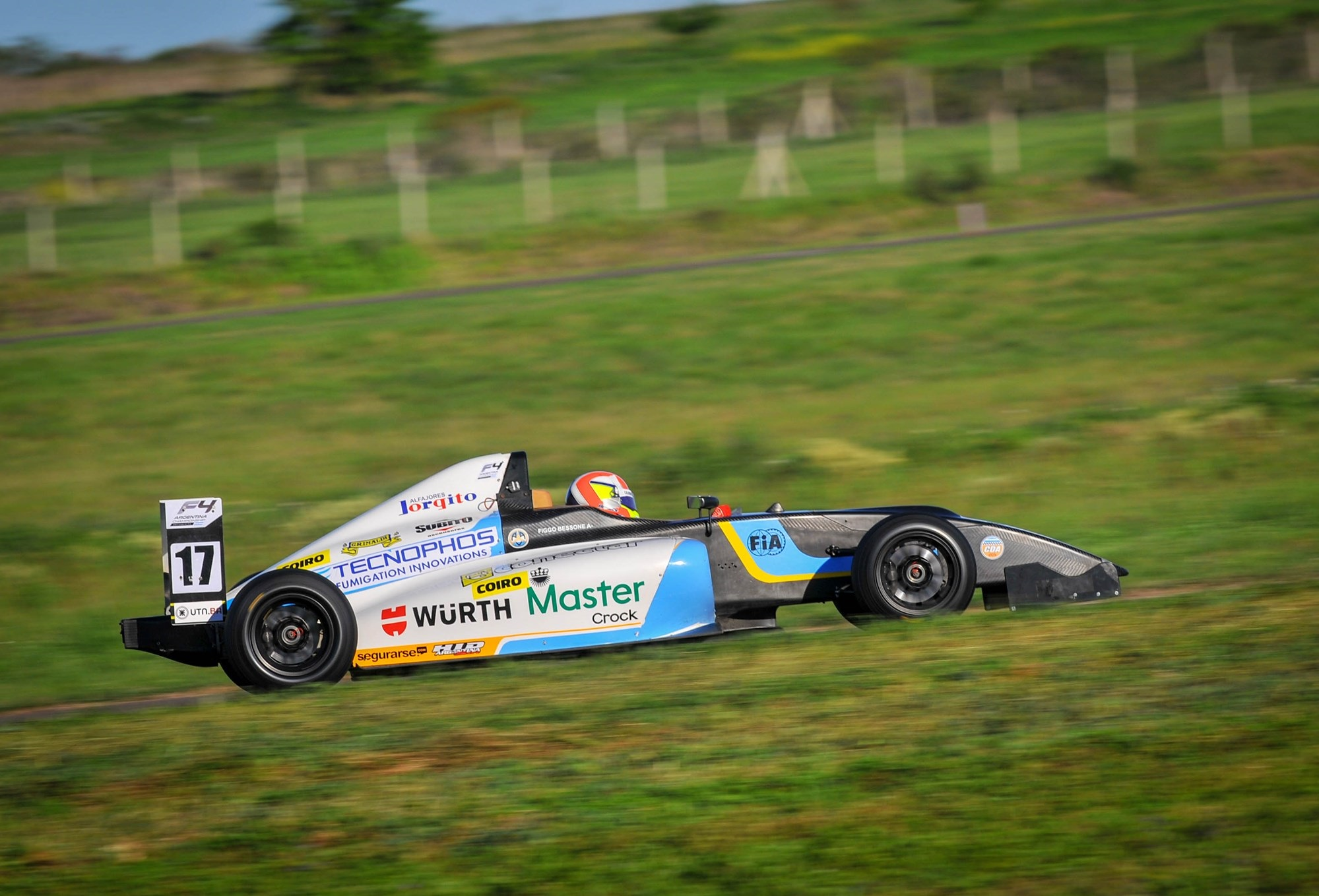
Figgo Bessone na Fórmula 4 Argentina em 2021

A primeira temporada da Fórmula 4 Argentina iniciaria em julho de 2019 e terminaria em dezembro do mesmo ano,. com etapa inicial e final no Autódromo Oscar y Juan Gálvez. O começo da temporada foi adiado para outubro de 2019 e, logo após, cancelada completamente para 2019. O campeonato teve sua primeira temporada adiada para 2020, porém, a Pandemia de COVID-19. Em 2021, a categoria iniciou sua primeira temporada.

## Formato da Competição
Cada etapa contava com duas sessões de prática, uma sessão de qualificações determinando o grid da primeira bateria. O grid da segunda bateria era determinado pelas voltas mais rápidas da primeira bateria.

### Pontuação
| Bateria | 1º | 2º | 3º | 4º | 5º | 6º | 7º | 8º | 9º | 10º |
| ------- | -- | -- | -- | -- | -- | -- | -- | -- | -- | --- |
| 1       | 25 | 18 | 15 | 12 | 10 | 8  | 6  | 4  | 2  | 1   |
| 2       | 25 | 18 | 15 | 12 | 10 | 8  | 6  | 4  | 2  | 1   |

## Carro
A Fórmula 4 Argentina utilizava somente um modelo de carro. O M14-F4, era produzido pela francesa Mygale, sendo um monocoque em fibra de carbono, em conformidade com os regulamentos da FIA para a Fórmula 4. Propulsado por um motor Geely G-Power JLD-4G20 2.0L 4-cil 16v, gerando 162 cv (119 kW), acoplado a uma transmissão Sadev, semi automática de seis velocidades.

## Campeões
| Ano  | Piloto           | Corridas | Poles | Vitórias | Podios | Voltas Rápidas | Pontos | Margem |
| ---- | ---------------- | -------- | ----- | -------- | ------ | -------------- | ------ | ------ |
| 2021 | Federico Hermida | 14       | 4     | 9        | 11     | 8              | 373    | 132    |

## Circuitos
| Circuitos                           | Etapas | Anos |
| ----------------------------------- | ------ | ---- |
| Autódromo Oscar y Juan Gálvez       | 2      | 2021 |
| Autódromo de Concepción del Uruguay | 2      | 2021 |
| Autódromo Ciudad de Concordia       | 1      | 2021 |
| Autódromo Oscar Cabalén             | 1      | 2021 |